# ОШ „Јулијана Ћатић” Страгари
ОШ „Јулијана Ћатић” Страгари, насељеном месту на територији града Крагујевца, основана је 1871. године. Данашње име школа добија 1962. године.
Школа на почетку није имала своју зграду, до школске 1880/81. године када је отпочела рад у првој школској згради подигнутој на имању учитеља Гаврила Лазаревића. У недостатку услова школа се и даље сели по приватним кућама. Изградња данашње школе отпочела је 1947. године, а завршена 1952. године. Основана је  као четвороразредна, а 1946. године прераста у државну прогимназију - нижу гимназију, да би 1954. године претворена у осмогодишњу школу.
Основној школи “Јулијана Ћатић” Страгари припаја се 1975. године самостална основна школа у селу Рамаћи са издвојеним одељењима у селу Угљаревцу.
Као матична школа у Страгарима у свом саставу постоје подручна одељења су у селима Маслошеву, Горњим Страгарима, Рамаћи, Угљаревцу и Влакчи која су организована као четвороразредна одељења школе.